# Babina lini
Espèce
Synonymes
- Rana lini Chou, 1999

Statut de conservation UICN

 DD  : Données insuffisantes
Babina lini est une espèce d'amphibiens de la famille des Ranidae.

## Répartition
Cette espèce se rencontre :
- en République populaire de Chine dans le Sud-Est du Yunnan dans le district de Simao et dans la préfecture autonome hani et yi de Honghe ;
- en Thaïlande dans les provinces de Loei et de Phetchabun ;
- au Viêt Nam dans les provinces de Sơn La et de Điện Biên ;
- au Laos dans la province de Xieng Khouang.

## Description
Babina lini mesure en moyenne de 44 à 62 mm. 

## Étymologie
Son nom scientifique lui a été donné en référence à Edgar Jun-yi Lin qui a étudié les amphibiens et reptiles de Taïwan et qui a œuvré pour la préservation environnementale de l'île.

## Publication originale
- Chou, 1999 : A new frog of the genus Rana (Anura: Ranidae) from China. Herpetologica, vol. 55, no 3, p. 389-400.